# Howler
Howler es una banda de indie rock formada en Minneapolis, Minnesota. La conforman Jordan Gatesmith en guitarra y voz, Bren Mayes en batería, Ian Nygaard en guitarra y Max Petrek en bajo. La banda ha sido aclamada por medios de todo el mundo, siendo lo más relevante el entusiasmo que NME ha mostrado llegando a nombrarlos la tercera mejor nueva banda de 2011. El sonido de Howler incursiona por el indie rock, el surf rock y garage rock. En ocasiones puede incluso identificarse como punk gracias a su energético sonido en vivo, y ha ganado recurrentes comparaciones con bandas como The Strokes, The Black Lips o sus coterráneos The Replacements.

## Historia
La banda se formó en 2010 bajo el liderato de Jordan Gatesmith quien, a pesar de ser muy joven, ya tenía una gran experiencia tocando en bandas de su ciudad. En febrero de 2011 lanzaron su primer EP llamado This One’s Different el cual asombra por su estilo lo-fi combinado con riffs de guitarra y melodías pegajosas. 
El EP llegó a manos de la gente de Rough Trade Records en Londres quienes de inmediato se interesaron en Howler y los firmaron para el verano de 2011. This One’s Different fue lanzado en Reino Unido en agosto de 2011, acompañado de una gira de conciertos acompañando a The Vaccines. El EP ganó muy buenas críticas de la prensa, especialmente de parte de NME quien los nombró terceros en su lista de las mejores nuevas bandas de 2011. 
En enero de 2012 Rough Trade Records publicó el primer álbum de Howler: America Give Up el cual cumplió y superó las expectativas que se habían generado con This One’s Different. Junto con el álbum se han publicado, hasta ahora, tres videos de los sencillos lanzados, a través de Youtube: Back of Your Neck, This One’s Different y Told You Once.
Durante 2012 Howler emprendió una gira que los llevó por Estados Unidos, Reino Unido, Europa, Brasil y Japón. Actualmente se encuentran preparando su segundo álbum, planeado para publicarse en marzo de 2013 el cual, según el mismo Jordan Gatesmith, estará influenciado por algo de psicodelia de los 60 al estilo The Yardbirds o The Rolling Stones.

## Discografía
- 2011 - This One's Different (EP)
- 2012 - America Give Up

## Miembros
- Jordan Gatesmith (Voz, Guitarra)
- Brent Mayes (Batería)
- Ian Nygaard (Guitarra)
- Max Petrek (Bajo)